# Bratoljubiwka (Kropywnyzkyj)
Bratoljubiwka (ukrainisch Братолюбівка; russisch Братолюбовка Bratoljubowka) ist ein Dorf in der Oblast Kirowohrad im Zentrum der Ukraine mit etwa 500 Einwohnern (2025).
Bratoljubiwka wurde 1794 gegründet und liegt im Rajon Kropywnyzkyj am Ufer der Bokowenka, einem 70 km langen, linken Nebenfluss der Bokowa etwa 25 km nordöstlich vom Rajonzentrum Dolynska und etwa 65 km südöstlich vom Oblastzentrum Kropywnyzkyj. Durch Bratoljubiwka verläuft die Fernstraße N 23.
Am 12. Juni 2020 wurde das Dorf ein Teil der neugegründeten Landgemeinde Huriwka, bis dahin bildete es zusammen mit dem Dorf Dubrowyne (Дубровине) die gleichnamige Landratsgemeinde Bratoljubiwka (Братолюбівська сільська рада/Bratoljubiwska silska rada) im Osten des Rajons Dolynska.
Am 17. Juli 2020 kam es im Zuge einer großen Rajonsreform zum Anschluss des Rajonsgebietes an den Rajon Kropywnyzkyj.